# Ștorobăneasa
Ștorobăneasa è un comune della Romania di 3 372 abitanti, ubicato nel distretto di Teleorman, nella regione storica della Muntenia. 
Il comune è formato dall'unione di 2 villaggi: Beiu e Ștorobăneasa.